# صهر الزجاج الملون

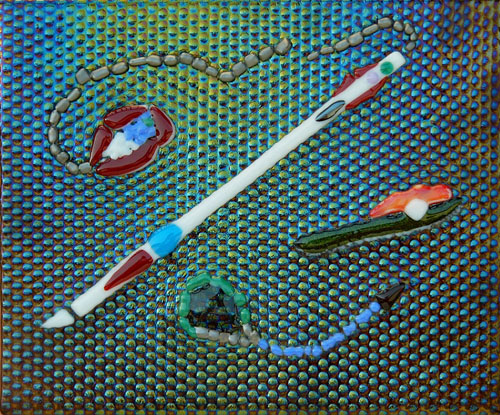
صهر الزجاج الملون

صهر الزجاج الملون (بالإنجليزية Stained glass fusing) هو تقنية مستعملة لربط قطع زجاجية سويا بواسطة تذويب الزجاج جزئيا باستعمال درجات حرارة مرتفعة. التسخين يتم عادة في فرن كهربائي. تتم عملية دمج قطع الزجاج سويا باستعمال أسلوب اللحام، قطعتين أو أكثر من الزجاج توضع فوق بعضها البعض ويتم تعريضها لدرجة حرارة ما بين 1100 إلى 1600 درجة مئوية فرنهايت (750 إلى 850 درجة مئوية سيلزيوس). وقطع الزجاج تتوسع باشكال مختلفة ولا يمكن أن تُصهر سويا، فبعد أن تبرد القطع لفترة معينة، ستتصدع وتنكسر القطع المصهورة. الكثير من الناس العاملة في مجال صهر الزجاج يقيدون أنفسهم بالعمل مع نوع محدد من الزجاج مما يضمن أن يكون هذا الزجاج متناغم ومتلائم مع أي زجاج آخر مصهور تعرضه نفس شركة الصهر للزجاج.

## ألأدوات المستخدمة
1. ألوان زجاج «أكاسيد»
2. شرائط نحاسية«هي عبارة عن أشرطة من النحاس الرقيق المرن، تم طلاء أحد وجهيه بمادة لاصقة حرارية تساهم في تعشيق قطع الزجاج بعضها ببعض».ألواح زجاجية شفافة.
3. فرن ذو درجة حرارة عالية.
4. نموذجان لتصميم واحد ينفس الحجم للشكل المراد تنفيذه.
5. لحام من الرصاص أو القصدير.
6. آلة تقطيع الزجاج.
7. ماكينة حف الزجاج [2]